# Joanna Brown
Pour les articles homonymes, voir Brown.
Joanna Brown née le 12 novembre 1992 à Carp est une triathlète canadienne, championne du Canada de triathlon sur courte distance. Elle est sélectionnée et participe aux Jeux olympiques d'été à Tokyo.

## Biographie
Aux Jeux panaméricains de 2015 à Toronto, elle en treizième position. Elle a participé aux Jeux du Commonwealth de 2018 et remporte la médaille de bronze dans la course individuelle, la première médaille pour le Canada à cet événement sportif.
En juillet 2021, elle participe au sein de l'équipe olympique canadienne au triathlon olympique de Tokyo.

## Palmarès
Le tableau présente les résultats les plus significatifs (podium) obtenus sur le circuit national et international de triathlon depuis 2012,,.
| Année | Compétition                                     | Pays             | Position           | Temps           |
| ----- | ----------------------------------------------- | ---------------- | ------------------ | --------------- |
| 2019  | WTS Bermudes                                    | Bermudes         | Médaille de bronze | 2 h 2 min 5 s   |
| 2018  | Jeux du Commonwealth                            | Australie        | Médaille de bronze | 57 min 38 s     |
| 2017  | Championnat panaméricain de relais mixte        | États-Unis       | Médaille d'argent  | 55 min 36 s     |
| 2017  | Championnat du Canada                           | Canada           | Médaille d'or      | 59 min 47 s     |
| 2017  | Coupe du monde - l'étape sprint de New Plymouth | Nouvelle-Zélande | Médaille d'argent  | 59 min 29 s     |
| 2017  | Coupe du monde - l'étape sprint de Cagliari     | Italie           | Médaille de bronze | 1 h 2 min 29 s  |
| 2017  | Coupe du monde - l'étape de Huelva              | Espagne          | Médaille d'argent  | 2 h 1 min 50 s  |
| 2016  | Championnat du Canada                           | Canada           | Médaille d'or      | 1 h 46 min 9 s  |
| 2015  | Championnat du Canada                           | Canada           | Médaille d'argent  | 2 h 7 min 11 s  |
| 2014  | Championnat panaméricain de relais mixte        | États-Unis       | Médaille d'argent  | 1 h 25 min 56 s |
| 2014  | Championnat du Canada                           | Canada           | Médaille d'argent  | 1 h 2 min 45 s  |
| 2012  | Coupe panaméricaine - étape de Magog            | Canada           | Médaille d'or      | 2 h 2 min 51 s  |
| 2012  | Coupe panaméricaine - étape de Mazatlán         | Mexique          | Médaille d'argent  | 2 h 9 min 38 s  |
| 2012  | Coupe panaméricaine - étape de Dallas           | États-Unis       | Médaille d'argent  | 2 h 10 min 49 s |